# Pruebas de regresión

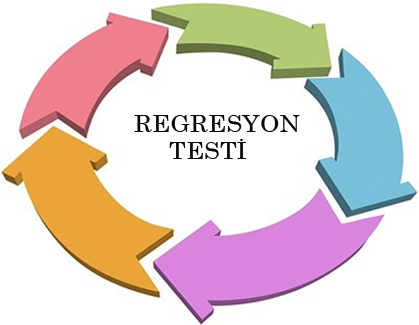
Pruebas de regresión.

Las pruebas de regresión son cualquier tipo de pruebas de software con el objeto de descubrir errores (bugs), carencias de funcionalidad, o divergencias funcionales con respecto al comportamiento esperado del software, causados por la realización de un cambio en el programa. Se evalúa el correcto funcionamiento del software desarrollado frente a evoluciones o cambios funcionales. El propósito de éstas es asegurar que los casos de prueba que ya habían sido probados y fueron exitosos permanezcan así. Se recomienda que este tipo de pruebas sean automatizadas para reducir el tiempo y esfuerzo en su ejecución.
Las pruebas de regresión se pueden considerar como el subconjunto de pruebas planificadas que se seleccionan para ser ejecutadas , generalmente de forma automática y periódicamente en cada nueva liberación del producto/software , teniendo como objetivo la verificación de que el producto no haya sufrido regresiones.
Este tipo de cambio puede ser debido a prácticas no adecuadas de control de versiones, falta de consideración acerca del ámbito o contexto de producción final y extensibilidad del error que fue corregido (fragilidad de la corrección), o simplemente una consecuencia del rediseño de la aplicación.
Por lo tanto, en la mayoría de las situaciones del desarrollo de software se considera una buena práctica que cuando se localiza y corrige un bug, se grabe una prueba que exponga el bug y se vuelvan a probar regularmente después de los cambios subsiguientes que experimente el programa.
Existen herramientas de software que permiten detectar este tipo de errores de manera parcial o totalmente automatizada, la práctica habitual en programación extrema es que este tipo de pruebas se ejecuten en cada uno de los pasos del ciclo de vida del desarrollo del software.

## Tipos de regresión
Clasificación de ámbito
- Local - los cambios introducen nuevos errores.
- Desenmascarada - los cambios revelan errores previos.
- Remota - Los cambios vinculan algunas partes del programa (módulo) e introducen errores en ella.

Clasificación temporal
- Nueva característica - los cambios realizados con respecto a nuevas funcionalidades en la versión introducen errores en otras novedades en la misma versión del software.
- Característica preexistente - los cambios realizados con respecto a nuevas funcionalidades introducen errores en funcionalidad existente de previas versiones.

## Como mitigar los riesgos
- Repetición completa y habitual de la batería de pruebas, manual o mediante automatización.
- Repetición parcial basada en trazabilidad y análisis de riesgos.
- Pruebas de cliente o usuario:
  - Beta - distribución a clientes potenciales y actuales de versiones beta.
  - Pilot - distribución a un subconjunto bien definido y localizado.
  - Paralela - simultaneando uso de ambos sistemas.* Usar releases mayores. Probar nuevas funciones a menudo cubre las funciones existentes. Cuantas más nuevas características haya en un release, habrá mayor nivel de pruebas de regresión "accidental".
- Parches de emergencia - estos parches se publican inmediatamente, y serán incluidos en releases de mantenimiento futuras.

## Usos
Las Pruebas de Regresión pueden usarse no solo para probar la corrección de un programa, sino a menudo usarse para rastrear la calidad de su salida. Por ejemplo en el diseño de un compilador, las pruebas de regresión deben rastrear el tamaño del código, tiempo de simulación, y el tiempo de compilación de las suites de prueba. Cuando quiera que aparece un nuevo build, el proceso de regresión aparece.

## Automatización
Las pruebas de regresión se pueden llevar a cabo manualmente o mediante automatización. A medida que pasa el tiempo, las pruebas de regresión se van acumulando hasta tal punto que son difíciles de mantener. A través de la automatización de pruebas, se puede ejecutar una suite de pruebas de regresión cada vez que hay un cambio en el software de sistema.

## Citas
- "También como consecuencia de la introducción de nuevos bugs, el mantenimiento del programa necesita más pruebas del sistema por sentencia escrita que cualquier otra programación. En teoría, después de cada corrección uno debe ejecutar el batch completo de casos de prueba antes de ejecutar contra el sistema, para asegurarse de que no ha sido dañado de forma oscura. En la práctica, tales pruebas de regresión deben aproximarse a esta idea teórica, y es muy costoso." -- Fred Brooks, The Mythical Man Month (p 122)